# Bernhard Oldenborch
Bernhard Oldenborch († 3. Juni 1367 in Lübeck) war ein Lübecker Kaufmann, Ratsherr und Diplomat des 14. Jahrhunderts.

## Leben
Oldenborch war Sohn eines Lübecker Bürgers und ist durch seinen Grundbesitz in Lübeck seit 1324 nachweisbar. Wohl bereits vor 1345 heiratete er Windelburg Pleskow, Tochter des 1340 verstorbenen Bürgermeisters Hinrich Pleskow. Als Kaufmann handelte er mit Visby, Livland und Russland. 1352 wurde er in den Rat der Stadt gewählt. Er vertrat die Stadt als Ratssendebote und Gesandter, unter anderem auf den Hansetagen der Jahre 1361 bis 1366.
Bereits 1358 war er als Gesandter in Sachen des Hansekontors in Brügge in Flandern, weil ihm nach dem Tod seines Schwagers, des Bürgermeisters Hinrich Pleskow († 1358), die Verantwortung für die Ausführung der Lübecker Handelspolitik in Flandern übertragen wurde. Der zweite Boykott Flanderns durch die Hanse hatte das Ziel, Kompensation für erlittene Schäden der Kaufleute zu erlangen und dauerte von 1358 bis 1360. Er führte zum gleichen Ergebnis wie schon der erste Boykott im Jahr 1280. Die Privilegien wurden erneut gesichert und die Hanse für die entgangenen Gewinne entschädigt. Diplomatisch hatten die Hanseaten sich 1358 von Herzog Albrecht I. von Bayern, der zugleich Graf von Holland war, neue Privilegien für den Stapelplatz Dordrecht erteilen lassen und Oldenborch überwachte den Auszug aller hansischen Kaufleute von Brügge nach Dordrecht. Das reichte, um 1360 die Geschäfte in Brügge in gewohnter Weise fortsetzen zu können, nachdem die alten Privilegien dort (nach dem Urteil der Hansesyndici) durch Graf Ludwig II. von Flandern rechtsfest bestätigt worden waren. Bernhard Oldenborch führte 1360 die Verhandlungen über die Aufhebung der Handelssperre überwachte 1360 in Flandern vor Ort die Rückkehr von Dordrecht nach Brügge. Zusammen mit dem aus Thorn stammenden Ratssendeboten Johan Cordelitz nahm er den von der Stadt Brügge gezahlten Schadenersatz entgegen.
Weitere außenpolitische Missionen führten ihn 1363 nach Nyköping zu Friedensverhandlungen mit König Waldemar und 1365 gehörte er zu der Delegation, die mit den Adelsfamilien von Buchwald und von Parkentin verhandelten. 1366 war Oldenborch auf Bitten von Papst Urban V. zusammen mit dem Ratsherrn und späteren Bürgermeister Jakob Pleskow in Danzig zu Vergleichsverhandlungen zwischen dem Erzbischof von Riga Fromhold von Vifhusen und dem Deutschen Orden in einem Streit über den russischen Handel.
Bernhard Oldenborch wurde vor versammeltem Rat im Chor der Lübecker Marienkirche von Nicolaus Bruskow († 1367) wegen einer so empfundenen Ehrkränkung durch den Rat aus Unzufriedenheit erstochen. Der Mörder wurde gefasst und hingerichtet.